# مارتین شکرلی
مارتین شکرلی (انگلیسی: Martin Shkreli، متولد ۱ آوریل ۱۹۸۳) کارآفرین و مدیر اجرایی/مالی شرکت دارویی است. او هم-مؤسس یک صندوق پوشش ریسک و هم-مؤسس و مدیر عالی اجرایی سابق شرکت زیست‌فناوری رتروفورین و مؤسس و مدیرعامل شرکت دارویی تورینگ بود. در سپتامبر ۲۰۱۵ شکرلی بابت افزایش قیمت داروی پادانگل با نام پیریمتامین مورد انتقاد قرار گرفت. شرکت او پس از کسب امتیاز این دارو قیمت آن را از قرصی ۱۳٫۵۰ به ۷۵۰ دلار افزایش داد. در ۱۷ دسامبر ۲۰۱۵ شکرلی توسط اف‌بی‌آی به جرم تخلفات بورس بازداشت شد و با قرار وثیقه آزاد شد. در پی این حوادث او از مدیریت عاملی شرکت تورینگ استعفا داد و ران تایلز به جانشینی‌اش منصوب شد. افزایش قیمت داروی پیریمتامین که از داروهای مورد استفاده بیماران مبتلا به ویروس اچ آی وی است، موجب اعتراض شدید بیماران شد.

## محاکمه و محکومیت
شکرلی مدیرعامل سابق شرکت داروسازی تورینگ به علت ارسال گزارش‌های مالی جعلی به سرمایه‌گذاران و پنهان نگه‌داشتن زیان‌های هنگفت دو شرکت سرمایه‌گذاری تحت مدیریتش، در دادگاه نیویورک مجرم شناخته شد و به ۷ سال زندان محکوم شد. وی در سال ۲۰۲۲ پس از سپری کردن پنج سال از دوران محکومیت خود و براساس گذراندن دوره های بازپروری کامل در زندان، دو سال زودتر در معرض آزادی کامل قرار گرفت.او در یک مرکز انتقالی که مرحله ای بین زندان و آزادی کامل است،به سر می برد.